# Molophilus spiculatus
Molophilus spiculatus är en tvåvingeart. Molophilus spiculatus ingår i släktet Molophilus och familjen småharkrankar.

## Underarter
Arten delas in i följande underarter:
- M. s. sigmoideus
- M. s. spiculatus